# Rangeomorpha
I Rangeomorfi (Rangeomorpha) sono un gruppo di organismi estinti, vissuti nel Proterozoico superiore (circa 550 milioni di anni fa). L'aspetto era generalmente simile a quello delle attuali penne marine (Pennatulacea), ma è altamente probabile che le parentele del gruppo ricadessero all'interno dei cosiddetti vendobionti, esseri viventi dalle incerte affinità con gli organismi attuali. I rangeomorfi sono una componente fondamentale della ben nota fauna di Ediacara, che sopravvisse per circa 30 milioni di anni; questa fauna compone circa l'80% dei fossili del periodo.

## Descrizione
Nel 2004 furono rinvenuti fossili perfettamente conservati nell'isola di Terranova, in Canada. Questi resti rivelarono per la prima volta alcuni dettagli della struttura dei rangeomorfi: questi organismi consistevano di elementi simili a fronde, ognuno dei quali lungo alcuni centimetri e composto di una moltitudine di “tubi” ancorati a uno scheletro organico semirigido. Questa struttura simile a un frattale potrebbe essersi formata usando modalità di sviluppo relativamente semplici.

## Possibile stile di vita
Si ipotizza che i rangeomorfi abitassero le profondità degli oceani e fossero incapaci di muoversi. Sembra che non avessero nessun tipo di organo riproduttivo; forse si riproducevano in modo asessuato, lasciando cadere sul fondale marino circostante nuove fronde. Le comunità di rangeomorfi dovevano essere simili per struttura a quelle degli attuali animali sospensivori, ma resta difficile stabilire relazioni morfologiche con qualunque odierno gruppo di animali. Molti studiosi, inoltre, sostengono che i rangeomorfi possano rappresentare un gruppo estinto al di fuori dei regni conosciuti, forse vicino alla base di animali e funghi.

## Generi
Tra i vari generi di rangeomorfi si ricordano Rangea, che dà il nome al gruppo, Charnia, Charniodiscus, Pteridinium, Swartpuntia (con struttura quadripartita) e forse anche l'enigmatico Phyllozoon.